# FC Helsingborg
FC Helsingborg (Floorball Club Helsingborg), i dagligt tal FCH, är en professionell innebandyklubb från Helsingborg. Den nuvarande klubben skapades 2003 genom en sammanslagning av innebandysektionen i Högaborgs BK och föreningen Ramlösa IBK. Våren 2003 bröt man sig loss ur Högaborgs BK och bildade den fristående föreningen FC Helsingborg inför säsongen 2003/2004. Klubben har ett utvecklingslag i division 2 som heter FBC Helsingborg och även 2 lag i division 4 veteranlaget SS Sofiero samt utvecklingslaget FC Helsingborg B. Damlaget trillade säsongen 2010/2011 ur division 2 för första gången på många år, men lyckades ta sig tillbaka till division 1 redan till säsongen 2012/2013. 2018 satsade FCH mer på damer och har nu även ett dam B-lag som spelar i division 3, inför säsongen 2022/2023 lade de ner bägge damlagen på grund av avsaknaden av spelare och tränare. Säsongen därefter startade de dock upp damsidan igen i divison 3, med ambitionen att klättra i seriesystemen.
FC Helsingborg spelade till och med säsongen 2013/2014 i blåsvartrandiga tröjor, svarta byxor och svarta strumpor, medan bortastället utgjordes av rödgula tröjor, röda byxor och röda strumpor. Under säsongen 2014/2015 bytte laget till det rödgula stället på hemmaplan. Orsaken till detta var att klubben firade 35 år och ville framhäva de skånska färgerna. Men 2017 byte man till det gulröda som bortaställ och sedan 2018 tog man bort det gulröda stället och har nu ett vitt med blå detaljer på som bortaställ.
Laget spelar sina hemmamatcher i Helsingborg Arena som har kapacitet för 5000 åskådare. Publikrekordet för hemmamatcher slogs i Helsingborg Arena när 4 613 personer såg FC Helsingborg besegra Warberg IC med siffrorna 10-6 den 12 december 2012. 8 922 personer är publikrekordet på bortaplan för FCH, då man mötte Pixbo Wallenstam IC i Scandinavium 4 januari 2009.
Några av de profilerna FCH har haft under åren är Lars Palmgren, Magnus Hallbäck, Marck Lundberg, Mathias Andersson, Magnus Anderberg, Alexander Nede, Marcus Gullstrand, Jonathan Nilsson, Tobias Blixt, Peter Vilkman, Patrik Suchánek, Jani Kukkola, Mika Kohonen, Peter Kotilainen, Nico Salo, Petri Hakonen, Juha Kivilehto, Jami Manninen, Linus Nordgren, Daniel Johnsson, och Jonathan Edling. 
Klubben har under senare tid satsat på många unga stjärnor, lokala spelare och egna produkter.
Klubben har ännu inte tagit hem något SM-guld men är ett etablerat lag i Svenska Superligan (SSL) med sina 28 säsonger i högsta ligan och en åttonde placering i maratontabellen. Klubben har ett brons från säsongen 2015/2016.

## Historia
Klubben kan spåra sitt ursprung tillbaka till 1979 då Högaborgs BK skapade sin innebandysektion. I övrigt består föreningen av flera sammanslagningar mellan olika innebandyklubbar i och runt Helsingborg. Den 1 juli 1982 bildades föreningen Viskan, som hade sin grund på Wieselgrensskolans fritidsgård. Samtidigt fick två andra lag sin början i korpen. Dalhem startade som Rosa Pantern och Ramlösa som Team Pommac. Dalhem började som Dalhems UK, för att senare byta namn till Dalhems IBK. Efter en senare sammanslagning med Allerums GIF skapades AIK Dalhem. Ramlösa började som en del av Ramlösa BoIS, men innebandyverksamheten avknoppades och fick så småningom namnet Ramlösa IBK.
Viskan och Högaborg gick samman 1984 under namnet Viskan HBK, men senare ändrades namnet till Viskan/Högaborg och ännu senare till Högaborg/Viskan BK, för att slutligen endast kallas Högaborg. Senare uppgick även AIK Dalhem i Ramlösa IBK. Till slut slogs år 2000 Högaborg och Ramlösa samman under namnet H/R2000 och i maj 2003 bildades officiellt klubben FC Helsingborg, som tog över Högaborgs plats i elitserien. Ända sedan sammanslagningen har FC Helsingborg spelat i högsta ligan, vilket blir 14 år i rad utan nedflyttning. Laget har totalt spelat slutspel 8 gånger sedan första gången säsongen 2005/2006.
Säsongen 2005/2006 åkte man ut i kvartsfinal mot Pixbo Wallenstam med 3-0 i matcher. Nästkommande säsong pressade man Warberg IC 85 till en femte och avgörande match i kvartsfinalserien, där FCH förlorade med 8-5. De två kommande säsongerna missade man slutspel och spelade det nästa gång 2009/2010, då FCH ännu en gång mötte Warberg i kvartsfinal och denna gången förlorade man med 3-0 i matcher. 2010/11 slutade man på en 10:e plats i tabellen och missade slutspel. 2011/12 lyckades man ta sig till slutspel igen och fick möta IBF Falun, vilket blev en oerhört jämn kvartsfinalserie som gick till fem matcher. I sista avgörande matchen spelade man lika efter full tid och inget avgörande föll i sudden death, vilket ledde till att de behövde avgöras på straffar, där IBF Falun vann. 2012/2013 missade man slutspel.
Säsongen 2013/2014 startade FCH med ny tränare, Magnus Svensson. Under höstsäsongen gick det dåligt för laget så man tog in den forne FCH-spelaren Magnus Anderberg som tränare. Han tog laget till slutspel, där Pixbo Wallenstam stod för motståndet. Kvartsfinalserien slutade 4-0 till Pixbo Wallenstam efter sudden death i samtliga matcher.
Säsongen 2014/2015 blev klubbens mest framgångsrika någonsin. Laget slutade 7:a i grundserien och fick möta seriesegrarna Pixbo Wallenstam i kvartsfinal. Kvartsfinalserien slutade 4-2 i matcher till FCH men semifinalserien förlorades mot Linköping med 4-1 i matcher. Semifinalplatsen var den första i föreningens historia och bronset var det första sedan en nationell serie infördes.
Säsongen 2015/2016 blev en säsong där laget blandade starka insatser med mindre bra. Efter seger i sista serieomgången mot Gävle säkrades en sjätteplats i serien och slutspelsplatsen för tredje säsongen i rad. Storvreta IBK blev för svåra i kvartsfinalen som slutade med förlust 4-1 i matcher, Storvreta som sedan blev Svenska Mästare säsong 2015/2016.
Säsongen 2016/2017 blev en säsong med två ansikten. Efter en stark höstsäsong låg man i toppen av tabellen. Under andra halvan av grundserien fick laget en djup svacka som gjorde att man slutade åtta i tabellen och säkrad slutspelsplatsen för fjärde säsongen i rad i näst sista omgången. IBF Falun blev för svåra i kvartsfinalen som slutade med förlust 4-1 i matcher.
Säsongen 2017/2018 kom FCH till slutspel efter en 7 plats i grundserien men fick det svårt på direkten då man möte Storvreta som sedan slutade som svenska mästare.
Säsongen 2018/2019 blev turbulent. Man missade slutspel och fick satsa på att hålla sig kvar i högsta serien. Laget sparkade sin tränare Patrik Johnsson och hamnade vilket slutligen på en 12:e plats.
Säsongen 2019/2020 var ett år med många nya spelare. Man gjorde en bra försäsong och när väl säsongen drog igång gjorde FCH en bra start och lyckades hamna på en åttonde placering efter en jämn slutkamp mellan 4 och 9. När den sista och högtidliga helsingörsmatchen skulle spelas var man var tvungen att ställa in all publik och man spelade endast de avgörande matcherna på grund av coronaviruset. Detta resulterade också i att det inte blev något slutspel utan försäsongen var tvungen att börja några månader tidigare. Detta är något historiskt i idrottsvärlden. Säsongen 2019-2020 var också den första säsongen på flera år som man spelade utan utländska spelare.
En stor del av säsongen handlade också om att FCH skulle få sin ekonomi att hamna på plus. Efter mycket om och men och mycket svårigheter skulle man komma till den punkten där man skulle ha räddat upp allt från tidigare år och gick ut med cirka 100 000-200 000 i eget kapital.
Säsongen 2020/2021 var en säsong med en spännande trupp bestående av skickliga spelare och en kompetent ledarstab. Man spelade för tomma läktare på grund av coronaviruset, och lyckades ta en 7 plats. Man mötte Falun i slutspelet och förlorade med 4-2 i matcher. FCH slog rekord med över 4 500 sålda biljetter. Försäljningen av virtuella platser stödde klubbens ekonomi. 
Säsongen 2021/2022 slutade FCH på 7-plats efter förlust mot Kalmarsund i slutspelet med 4-2 i matcher. Efter säsongen tappade laget stjärnorna Jonathan Nilsson och Kristofer Fält. Jonathan Edling blev utsedd till årets spelare i SSL 2021, en titel som lagkamraten Linus Nordgren även blev nominerad till. 
Säsongen 2022/2023 hade FCH en lovande trupp med hemkomna stjärnan Daniel Johnsson, och andra stjärnor som Linus Nordgren, Max Wahlgren, Jonathan Edling, Fredi Petersson och Linus Malmöström. De spelade starkt under säsongen, och slutade på 7 plats. I slutspelet mötte de Växjö och förlorade 4-0 sammanlagt i matcher. Efter säsongen valde klubbens största spelare genom tiderna Linus Nordgren och Jonathan Edling att avsluta karriären. Även Max Wahlgren, Linus Malmström och Oscar Johansson lämnade klubben.
Säsongen speglades av en stor ekonomisk kris, och FCH jobbade hårt för att säkra elitlicensen inför kommande säsong med ett positivt eget kapital, vilket lyckades. 
Säsongen 2023/2024 var en säsong med många nya spelare och en ung trupp. FCH inledde svagt men säkrade till slut spel i högstaligan 2024/2025. FCH slutade på en 10 plats, tre poäng från degradering. I slutet av säsongen förstärktes laget med veteranen Kristoffer Fält och Linus Nordgren. 
Den 23 november 2008 gjorde fotbollslegendaren Henrik Larsson debut för FCH mot Jönköpings IK inför 1 968 åskådare vilket slog det dåvarande publikrekordet. FCH vann den matchen med 7-6 efter sudden death. Larssons oväntade klubbyte skapade stor medial uppmärksamhet och många rubriker i tidningar. Henrik Larsson noterades för 9 matcher säsongen 2008/2009, vilket resulterade i 1 mål samt 4 assist. Målet gjorde han i sudden death mot Västerås IB. Med det målet slog han ett nytt rekord mellan två mål i högsta ligan i innebandy. Det dröjde 19 år mellan mål nr 6 och nr 7 i högsta ligan. Hans första mål gjordes under hösten 1989 för Viskan HBK i högsta ligan.

## Spelare A-Laget herr

### Spelartruppen 2022/23
| Nr         | Namn                           | Födelseår | Kom till klubben | Moderklubb     | Nationalitet |
| Målvakter  | Målvakter                      | Målvakter | Målvakter        | Målvakter      | Målvakter    |
| ---------- | ------------------------------ | --------- | ---------------- | -------------- | ------------ |
| 1          | Benjamin Lundberg              | 2005      | Egen produkt     | FC Helsingborg | Sverige      |
| 30         | Mattias Qvarfordt              | 1997      | 2016             | IBK Vöikers    | Sverige      |
| 60         | Jonathan Edling (fd. Paulsson) | 1991      | 2012             | Förslövs IF    | Sverige      |
| Försvarare |                                |           |                  |                |              |
| 5          | Oliver Johansson (C)           | 1994      | Egen produkt     | FC Helsingborg | Sverige      |
| 12         | Jonathan Skoglösa              | 1995      | Egen produkt     | FC Helsingborg | Sverige      |
| 17         | Henrik Malmgren                | 1996      | 2022             | Stockholms IBF | Sverige      |
| 22         | Oliver Bellman                 | 2001      | Egen produkt     | FC Helsingborg | Sverige      |
| 42         | Fabian Hansson                 | 1997      | 2022             | FC Skurup      | Sverige      |
| 88         | Oscar Johansson                | 2002      | 2021             | FBC Lerum      | Sverige      |
| Anfallare  |                                |           |                  |                |              |
| 2          | Linus Nordgren                 | 1989      | 2007             | IBK Stanstad   | Sverige      |
| 3          | Fredrik Azelius                | 1993      | Egen produkt     | FC Helsingborg | Sverige      |
| 5          | Albin Nilsson                  | 1999      | Egen produkt     | FC Helsingborg | Sverige      |
| 6          | Ebbe Nordbäck                  | 2003      | 2022             | Genarps IBK    | Sverige      |
| 9          | Daniel Johnsson                | 1987      | 2007             | Nykroppa IBK   | Sverige      |
| 10         | Max Wahlgren                   | 1991      | 2019 (2011)      | Kais Mora      | Sverige      |
| 16         | Fredi Petersson                | 2000      | Egen produkt     | FC Helsingborg | Sverige      |
| 17         | Henrik Malmgren                | 1996      | 2022             | Stockholms IBF | Sverige      |
| 19         | Linus Bergström                | 1998      | 2021             | Höllvikens IBF | Sverige      |
| 24         | Nicklas Lidholm                | 1988      | 2013             | Hofterups IBF  | Sverige      |
| 52         | Sacharias Melin                | 2000      | Egen Produkt     | FC Helsingborg | Sverige      |
| 57         | Pontus Sölve                   | 2000      | 2019             | IBK Lund       | Sverige      |
| 72         | Andreas Lindholm               | 1991      | 2017             | Fagerhult      | Sverige      |
| 52         | Christoffer Andersson          | 1996      | 2021             | Gårdarike IBK  | Sverige      |
| 77         | Linus Malmström                | 1999      | 2020             | IBK Landskrona | Sverige      |
| 87         | Ludvig Kjellman                | 2003      | Egen Produkt     | FC Helsingborg | Sverige      |
| 97         | Simon Persson                  | 2003      | Egen Produkt     | FC Helsingborg | Sverige      |

| Namn                  | Roll                                  | Nationalitet |
| --------------------- | ------------------------------------- | ------------ |
| Emil Lindström        | Chefstränare                          | Sverige      |
| Carl Nilsson          | Assisterande tränare                  | Sverige      |
| Joel Olofsson         | Lagledare / Assisterande coach        | Sverige      |
| Olle Lindström        | Fysioterapeut                         | Sverige      |
| Henrik Ehnberg        | Ass tränare / videocoach / analytiker | Sverige      |
| Inger Olofsson        | Team manager                          | Sverige      |
| Andreas Blixt         | Materialförvaltare                    | Sverige      |
| Patrik Lind Osburg    | Materialkoordinator                   | Sverige      |
| Vidar Jonsson-Wallin  | Tränare / Mental Rådgivare            | Sverige      |
| Daniel Pålsson        | Målvaktstränare                       | Sverige      |
| Mattias Lewis-Jonsson | Fysioterapeut / Läkare                | Sverige      |
| Marcus Hansson        | Läkare                                | Sverige      |
| Jani Selin            | Fystränare                            | Sverige      |
| Mattias Svensson      | Fystränare Sjukgymnast                | Sverige      |
| Monika Wulff          | Fysioterapeut                         | Sverige      |
| Emelie Karlsson       | Sjukgymnast                           |              |

### Lagets spelare genom tiderna - flest matcher
Spelarna med flest matcher i FC Helsingborg.
Avser högsta divisionen(grundserie+slutspel) sedan 1989/90. Fallande sortering efter antalet matcher.
| Spelare                    | Födelseår | Matcher | Poäng | Mål | Assist | Utvmin |
| -------------------------- | --------- | ------- | ----- | --- | ------ | ------ |
| Linus Nordgren             | 1989      | 470     | 766   | 357 | 409    | 192    |
| Kristoffer Fält            | 1989      | 373     | 81    | 33  | 48     | 252    |
| Daniel Johnsson            | 1987      | 359     | 512   | 379 | 133    | 76     |
| Alexander Nede             | 1982      | 266     | 270   |     |        | 396    |
| Mathias Andersson          | 1982      | 245     | 5     |     |        | 22     |
| Marcus Gullstrand          | 1982      | 237     | 238   |     |        | 106    |
| Daniel Hagman              | 1984      | 219     | 55    |     |        | 81     |
| Marck Lundberg             | 1974      | 207     | 210   |     |        | 227    |
| Peter Ramsten (fd.Persson) | 1982      | 193     | 87    |     |        | 62     |
| Lars Palmgren              | 1979      | 179     | 69    |     |        | 171    |

### Lagets spelare genom tiderna - flest poäng
Spelarna med flest poäng i FC Helsingborg.
Avser högsta divisionen(grundserie+slutspel) sedan 1989/90. Fallande sortering efter antalet matcher.
| Spelare                    | Födelseår | Matcher | Poäng | Mål | Assist | Utvmin |
| -------------------------- | --------- | ------- | ----- | --- | ------ | ------ |
| Daniel Johnsson            | 1987      | 306     | 480   | 63  |        | 68     |
| Linus Nordgren             | 1989      | 356     | 591   |     |        | 184    |
| Kristoffer Fält            | 1989      | 272     | 63    |     |        | 192    |
| Alexander Nede             | 1982      | 266     | 270   |     |        | 396    |
| Mathias Andersson          | 1982      | 245     | 5     |     |        | 22     |
| Marcus Gullstrand          | 1982      | 237     | 238   |     |        | 106    |
| Daniel Hagman              | 1984      | 219     | 55    |     |        | 81     |
| Marck Lundberg             | 1974      | 207     | 210   |     |        | 227    |
| Peter Ramsten (fd.Persson) | 1982      | 193     | 87    |     |        | 62     |
| Lars Palmgren              | 1979      | 179     | 69    |     |        | 171    |

## Klubbrekord

### Lagrekord
Målrikaste match(hemma): FC Helsingborg - Barlog B/S IK, 13-12 (5-2, 2-5, 6-5) Svenska Superligan 2008/09
Målrikaste match(borta): IBF Älvstranden - FC Helsingborg, 8-13 (4-5, 0-5, 4-3) Elitserien 2003/04
Målfattigaste match(hemma): FC Helsingborg - Warberg IC, 1-2 (0-1, 0-0, 1-1) Elitserien 2004/05
Målfattigaste match(borta): Warberg IC 85 - Viskan HBK, 2-1 (0-1, 1-0, 1-0) Division 1 1989/90
Största seger(hemma): FC Helsingborg - Hide-a-lite Mullsjö AIS, 11-2 (3-1, 5-1, 3-0) Svenska Superligan 2010/11
Största seger(borta): KAIS Mora IF - FC Helsingborg, 2-13 (0-6, 1-0, 1-7) Svenska Supeligan 2010/11

### Individuella rekord
Flest poäng under en säsong (grundserien)- Linus Nordgren, 65 (27+38) Svenska Superligan 2015/16
Flest mål under en säsong (grundserien)- Daniel Johnsson, 51 Svenska Superligan 2016/17
Flest assist under en säsong (grundserien)- Linus Nordgren, 38 Svenska Superligan 2015/16
Flest poäng genom tiderna (grundserie+slutspel)- Daniel Johnsson, 480
Flest mål genom tiderna (grundserie+slutspel)- Daniel Johnsson, 356
Flest assist genom tiderna (grundserie+slutspel)- Linus Nordgren, 243
Flest utvisningsminuter genom tiderna (grundserie+slutspel)- Alexander Nede, 396 min.
Flest mål i en match - Kevin Björkström, 6 Mot Warberg IC 2012-12-12
Flest poäng i en match - Kevin Björkström, 7 Mot Warberg IC 2012-12-12
Flest assist i en match - Carl Nilsson, 5 Mot Warberg IC 2014-02-26
Snabbaste gjorda mål - Johan Astbrant, 8 sek Mot AIK IBF 2009-02-20
Längsta målnollan - Jonathan Edling fd Paulsson, två matcher i rad mot IBK Dalen och AIK IBF, säsong 14/15
Dellad första plats för mest assist under en säsong Jonathan Edling fd Paulsson, 7 st.